# اتول اسپرینگز (نیویورک)
اتول اسپرینگز (به انگلیسی: Athol Springs) یک منطقهٔ مسکونی در ایالات متحده آمریکا است که در شهرستان ایری، نیویورک واقع شده‌است. اتول اسپرینگز ۱۸۱٫۹۷ متر بالاتر از سطح دریا واقع شده‌است.